# جوزيه هوليباس
يوسيف تشوليفاس (بالألمانية: José Holebas) (27 يونيو 1984 في أتشافينبورغ، ألمانيا الغربية) لاعب كرة قدم يوناني (لأب يوناني وأم أوروغوايانية) يجيد اللعب في مركز الظهير الأيسر كما يجيد اللعب في مركز الجناح الأيسر ويلعب حاليا في نادي أوليمبياكوس اليوناني منذ 2010.

## روابط خارجية
- جوزيه هوليباس على موقع الاتحاد الدولي (مؤرشف)  (الإنجليزية)
- جوزيه هوليباس على موقع الاتحاد الأوربي (الإنجليزية)
- جوزيه هوليباس على موقع قاعدة بيانات كرة القدم.إي يو (الإنجليزية)
- جوزيه هوليباس على موقع بيانات كرة القدم. دي إي (الألمانية)
- جوزيه هوليباس على موقع ليكيب (الفرنسية)
- جوزيه هوليباس على موقع ناشيونال فوتبول تيمز (الإنجليزية)
- جوزيه هوليباس على موقع Soccerbase.com (لاعب) (الإنجليزية)
- جوزيه هوليباس على موقع Soccerway.com (الإنجليزية)
- جوزيه هوليباس على موقع عالم كرة القدم.نت (الإنجليزية)
- جوزيه هوليباس على موقع AS.com (الإسبانية)